# Чемпионат России по самбо среди женщин
Чемпионат России по самбо среди женщин — соревнование по самбо за звание чемпионки России. Впервые был проведён в 1992 году. Проводился ежегодно до 2014 года включительно. С 2015 года чемпионат среди женщин и мужчин проводится совместно.
| Год  | №                   | Дата                         | Место проведения |
| ---- | ------------------- | ---------------------------- | ---------------- |
| 1992 | Чемпионат 1992 года | 1992 год                     |                  |
| 1993 | Чемпионат 1993 года | 1993 год                     |                  |
| 1994 | Чемпионат 1994 года | 1994 год                     |                  |
| 1995 | Чемпионат 1995 года | 1995 год                     |                  |
| 1996 | Чемпионат 1996 года | 1996 год                     |                  |
| 1997 | Чемпионат 1997 года | 1997 год                     |                  |
| 1998 | Чемпионат 1998 года | 1998 год                     |                  |
| 1999 | Чемпионат 1999 года | 1999 год                     |                  |
| 2000 | Чемпионат 2000 года | 2000 год                     |                  |
| 2001 | Чемпионат 2001 года | 2001 год                     |                  |
| 2002 | Чемпионат 2002 года | 2002 год                     |                  |
| 2003 | Чемпионат 2003 года | 2003 год                     |                  |
| 2004 | Чемпионат 2004 года | 2004 год                     |                  |
| 2005 | Чемпионат 2005 года | 2005 год                     |                  |
| 2006 | Чемпионат 2006 года | 2006 год                     |                  |
| 2007 | Чемпионат 2007 года | 13-16 июня 2007 года         | Брянск           |
| 2008 | Чемпионат 2008 года | 12-16 сентября 2008 года     | Астрахань        |
| 2009 | Чемпионат 2009 года | 2-6 февраля 2009 года        | Ржев             |
| 2010 | Чемпионат 2010 года | 23-27 июня 2010 года         | Кстово           |
| 2011 | Чемпионат 2011 года | 14-17 июня 2011 года         | Краснокамск      |
| 2012 | Чемпионат 2012 года | 26 февраля-3 марта 2012 года | Выкса            |
| 2013 | Чемпионат 2013 года | 18-23 июня 2013 года         | Челябинск        |
| 2014 | Чемпионат 2014 года | 26 февраля-3 марта 2014 года | Березники        |